# Paradiarsia edda
Paradiarsia edda là một loài bướm đêm trong họ Noctuidae.